# Gulyás Balázs Zoltán
Gulyás Balázs Zoltán (Budapest, 1956. június 26. –) Széchenyi-díjas svédországi magyar neurobiológus, egyetemi tanár, a Magyar Tudományos Akadémia külső tagja, a stockholmi Karolinska Intézet, a szingapúri Nanjang Műszaki Egyetemen (NTU) működő Lee Kong Chian School of Medicine és az Imperial College London professzora. 2023-tól az Eötvös Loránd Kutatási Hálózat – mai nevén: Magyar Kutatási Hálózat – elnöke.

## Tanulmányai
Középiskolai tanulmányait a Pannonhalmi Bencés Gimnáziumban végezte (1970–1974), majd orvostudományt (SOTE, 1975–1981) és fizikát (ELTE, 1976–1981) hallgatott az egyetemen. 1981-ben emigrált Belgiumba, ahol Muzslay István támogatásával végezte későbbi tanulmányait. A Leuveni Katolikus Egyetemen filozófiát (1981–1984), egyházjogot (1984–1988) és neurobiológiát (1983–1988) tanult és a látórendszer élettanából 1988-ban PhD-fokozatot szerzett. Közben a leuveni Collegium Hungaricum tagja. Posztdoktori tapasztalatait a stockholmi Karolinska Intézet klinikai idegélettani tanszékén és az Oxfordi Egyetem kísérleti pszichológiai tanszékén szerezte meg.
1995-ben a Magyar Tudományos Akadémia külső tagjává választották, emellett tagja az Európai Tudományos Akadémiának (Academia Europaea) és a Belga Királyi Orvostudományi Akadémiának is.

## Tudományos munkássága
Kilenc tudományos könyv szerzője, szerkesztője, társszerkesztője; több mint harminc tudományos könyvfejezet és több mint százkilencven lektorált tudományos közlemény szerzője.

## Szervezői munkássága
A World Science Forum alapítója és főszervezője.

## Díjak
- Pro Universitate Debreceniensis (1995, Debreceni Egyetem)
- Marie Curie-díj (2001, 2005, European Association for Nuclear Medicine)
- Arany János-érem (2005, Magyar Tudományosság Külföldön Elnöki Bizottság
- Hevesi György-díj (2005, Magyar Orvostudományi Nukleáris Társaság)
- Guilleme Budé-emlékérem (2006, College de France)
- A Magyar Köztársasági Érdemrend lovagkeresztje (2007)
- Dr. Szabó György-díj (2012)[5]
- A Debreceni Egyetem díszdoktora
- A Magyar Érdemrend parancsnoki keresztje (2024)
- Széchenyi-díj (2025)

## Könyvei
Többek között:
- Gulyás, B. (ed.) The Brain-Mind Problem. Philosophical and Neurophysiological Approaches. Leuven and Assen: Leuven University Press and Van Gorcum, 1987. p. XI+119. ISBN 90-6186-246-9 [halott link]
- Gulyás, B., Ottoson, D., and Roland, P. E. (eds.) Functional Organization of the Human Visual Cortex. Oxford: Pergamon Press, 1993. p. 391. ISBN 0-08-042004-4.
- Gulyás, B. and Müller-Gärtner, H. W. (eds.) Positron emission tomography: A critical assessment of recent trends. Dordrecht: Kluwer Academic Publisher, 1998. p. 482. ISBN 0-7923-5091-X
- Pléh, C., Kovács, G. and Gulyás, B. (eds.) Cognitive Neuroscience. Budapest, Osiris Press, 2003. 832 p. ISBN 963-389-313-5.
- Kraft, E., Gulyás, B. and Pöppel, E. (eds.) Neural Correlates of Thinking.  Springer Verlag, 2008.  ISBN 978-3-540-68042-0 , [halott link]